# Jean-François Kebe
Jean-François Kebe (Nantes, 14 ottobre 1994) è un cestista francese con cittadinanza ivoriana.

## Carriera

### Nazionale
Con la Costa d'Avorio disputa il Campionato africano del 2021.